# گری اوون
گری اوون (انگلیسی: Garry Owen؛ ‏ ۱۸ فوریهٔ ۱۹۰۲ – ۱ ژوئن ۱۹۵۱) بازیگر اهل ایالات متحده آمریکا بود. وی بین سال‌های ۱۹۳۳ تا ۱۹۵۲ میلادی فعالیت می‌کرد.

## گزیدهٔ فیلم‌شناسی
- میلیون‌ها شنبه
- مرد لاغر
- خانم مارکر کوچک
- گلوله‌ها یا قرعه‌ها
- از این طرف لطفاً
- پرواز آزمایشی
- سیرای مرتفع
- ملاقات با جان دو
- شیطان و خانم جونز
- تو هیچوقت ثروتمند نخواهی شد
- احمق آمریکایی خوش‌تیپ
- غرور یانکی‌ها
- تماشای راین
- زن شهر
- روزی روزگاری
- آرسنیک و تور کهنه
- چیزی برای پسرها
- لاغرخان میره خونه
- هیچ‌چیز بجز دردسر
- ساعت
- لنگرها را بکشید
- میلدرد پیرس
- ابوت و کاستلو در هالیوود
- پستچی همیشه دو بار زنگ می‌زند
- شب و روز
- شجاعت لسی
- بدنام
- آدم‌کش‌ها
- آینه تاریک
- چه زندگی شگفت‌انگیزی
- ناوبری کور
- مرد مجرد و دختر جوان
- شعله
- ساعت بزرگ
- وضعیت کشور
- متأسفم، شماره اشتباه است
- عمل خشونت
- جو یانگ قدرتمند
- سوارکاری در اوج
- شیرفروش
- ماجرا
- سن کوئنتین
- نامه‌ای برای ایوی